# Ślepy maswerk
Ślepy maswerk – geometryczny wzór architektoniczny o formach i funkcji analogicznych do maswerku, z tym, że ślepy maswerk stanowi dekorację elementów nieprzezroczystych, takich jak płaszczyzny ścian, blendy, wimpergi, itp. Stosowany także jako motyw dekoracyjny w rzemiośle artystycznym, np. w snycerstwie, złotnictwie.
Motyw ten jest najbardziej charakterystyczny dla sztuki gotyckiej. Często pojawia się w architekturze; stanowi jedną z charakterystycznych cech architektury ceglanej miast hanzeatyckich.

## Galeria

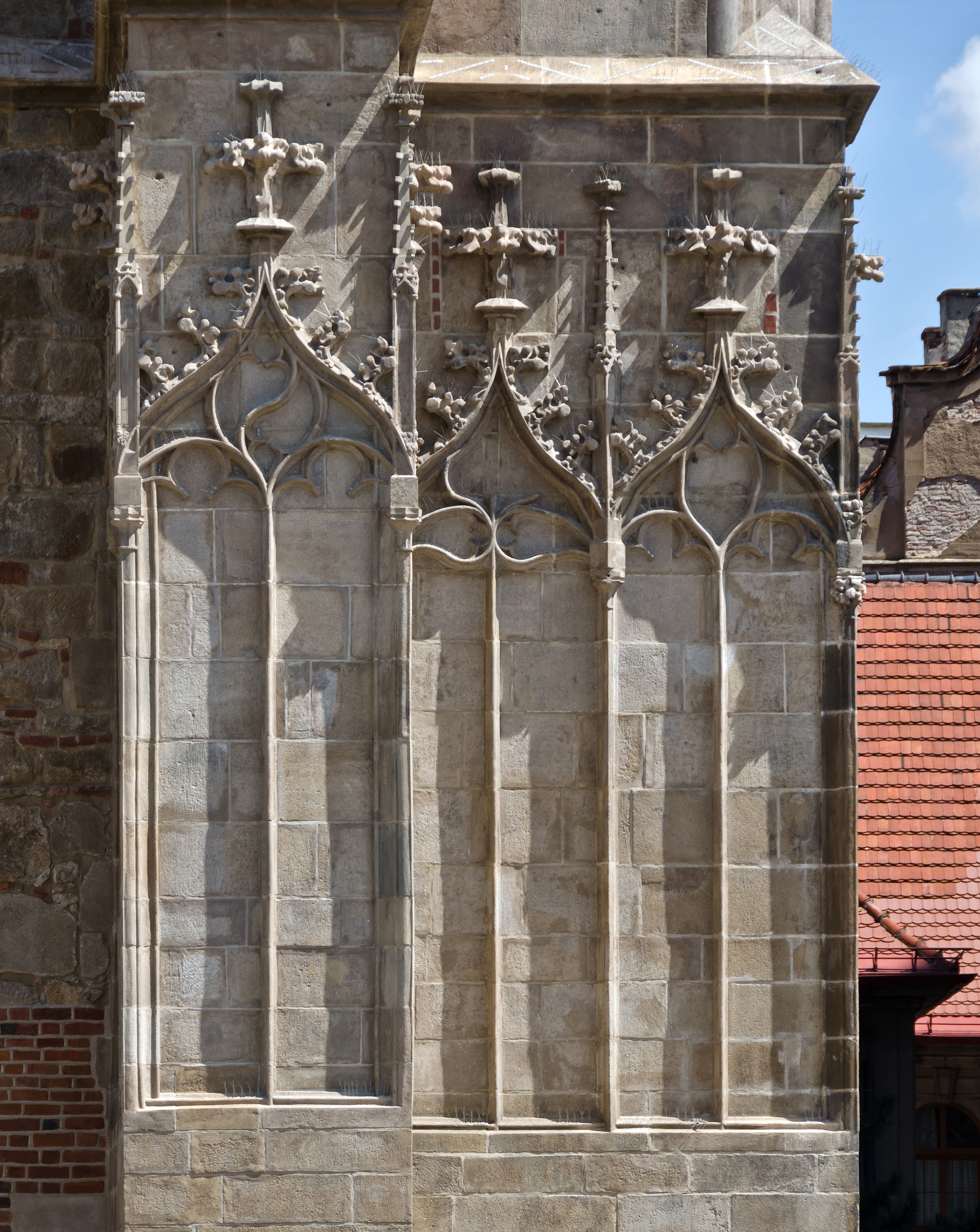
Dzwonnica przy bazylice św. Jakuba i św. Agnieszki w Nysie
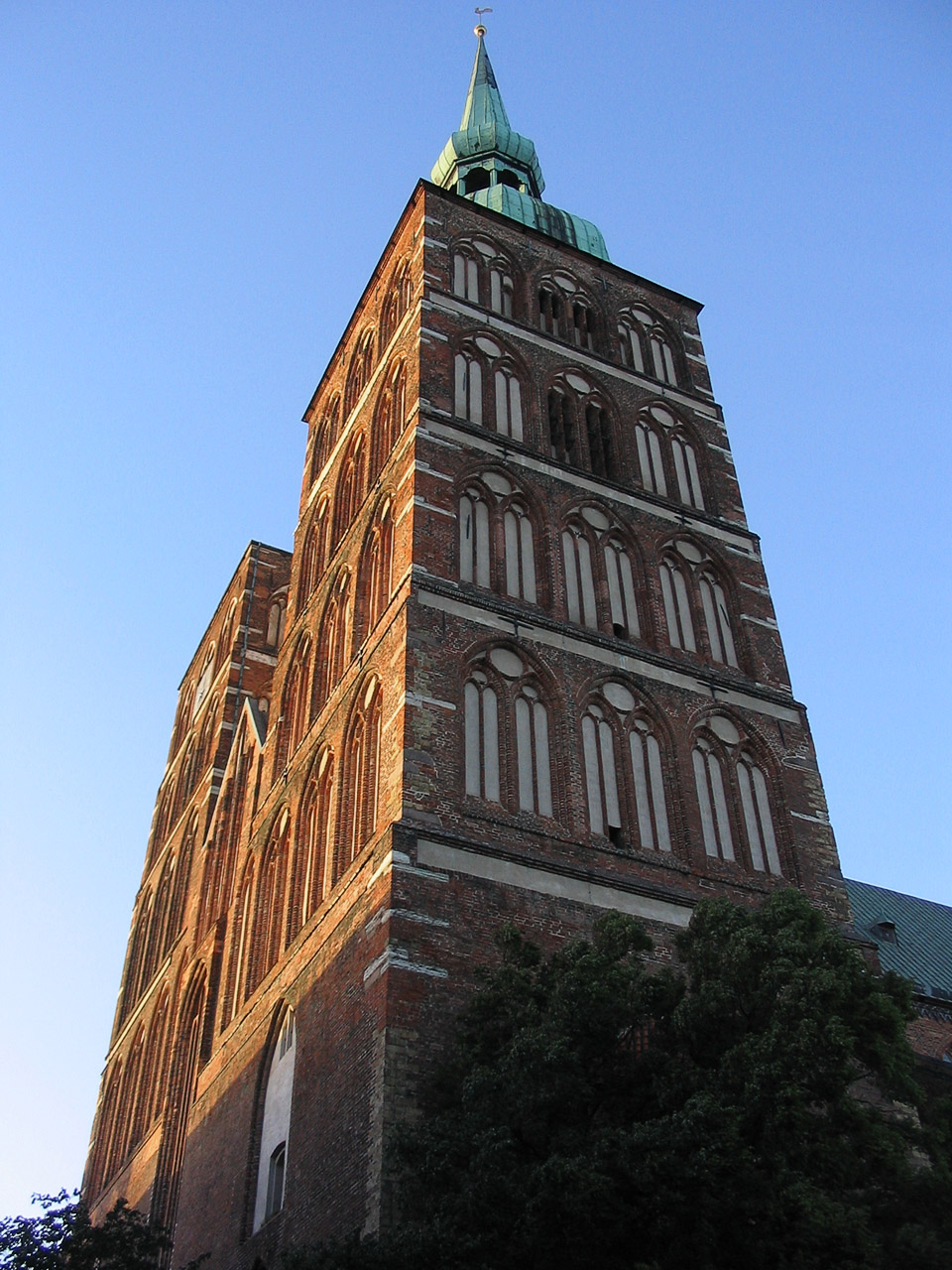
Kościół Św. Mikołaja w Stralsundzie
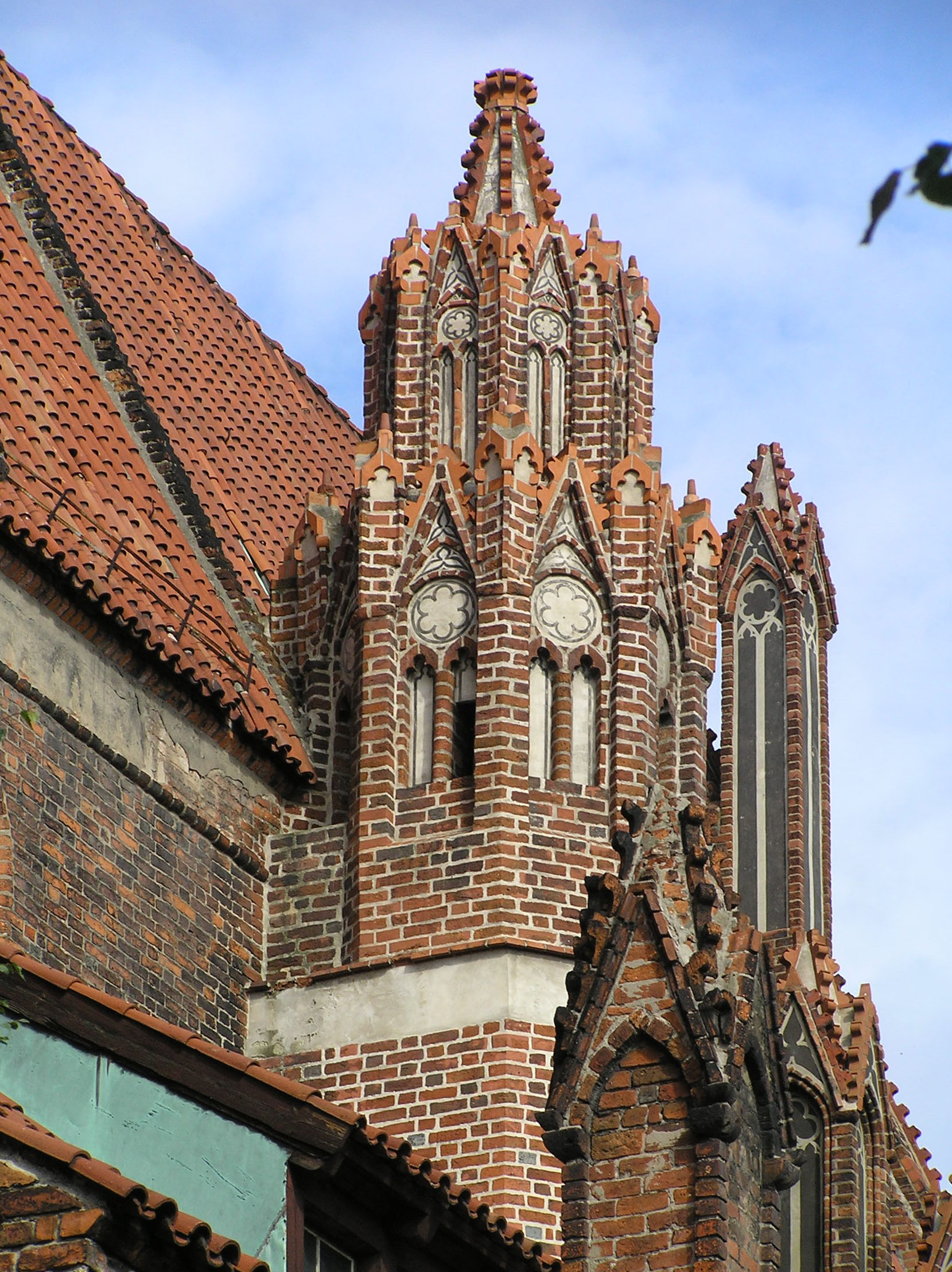
Wieżyczka kościoła św. Jakuba w Toruniu.
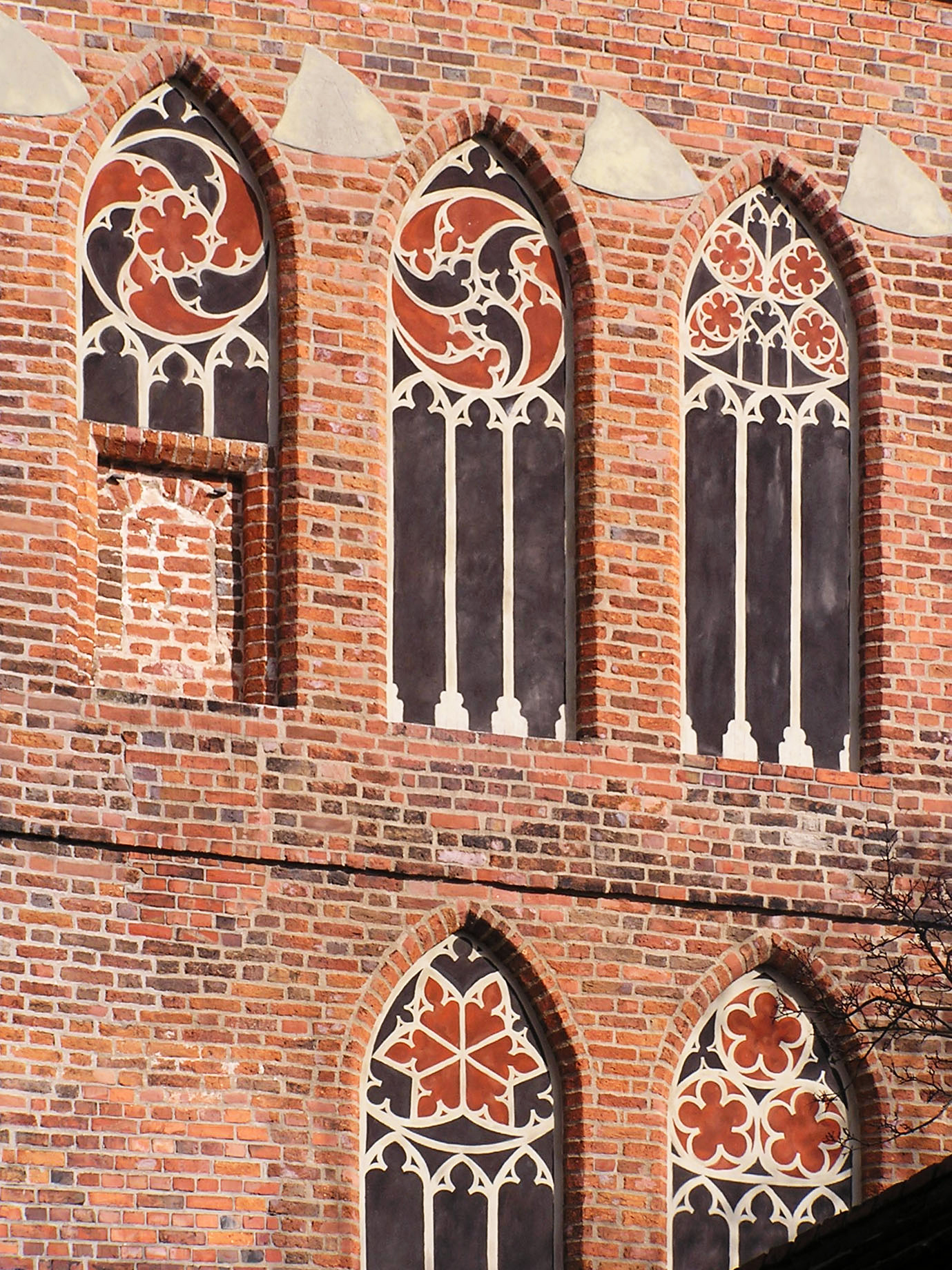
Dekoracja maswerkowa w blendach Baszty Gołębnik w Toruniu
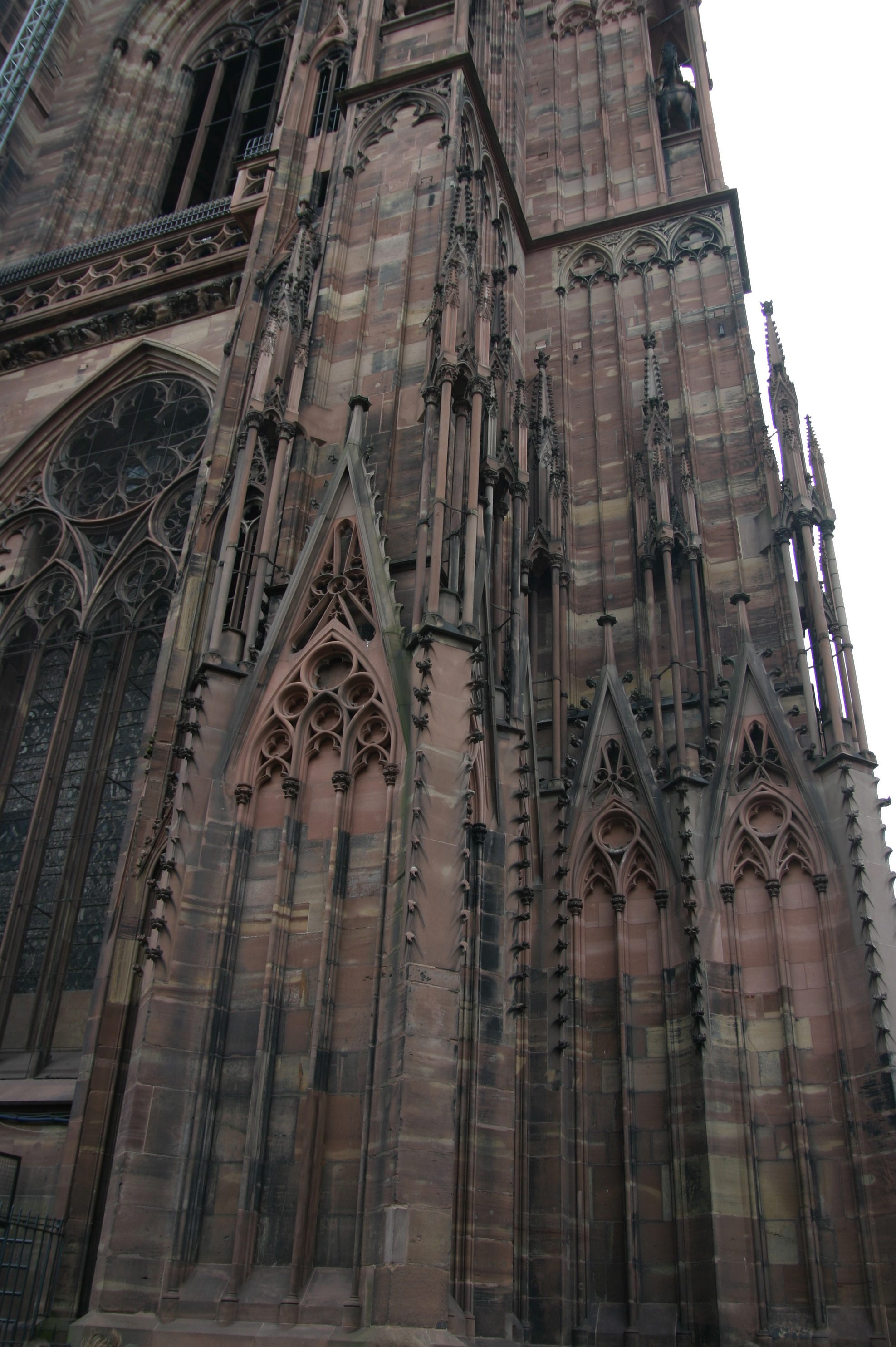
Fragment katedry w Strasburgu
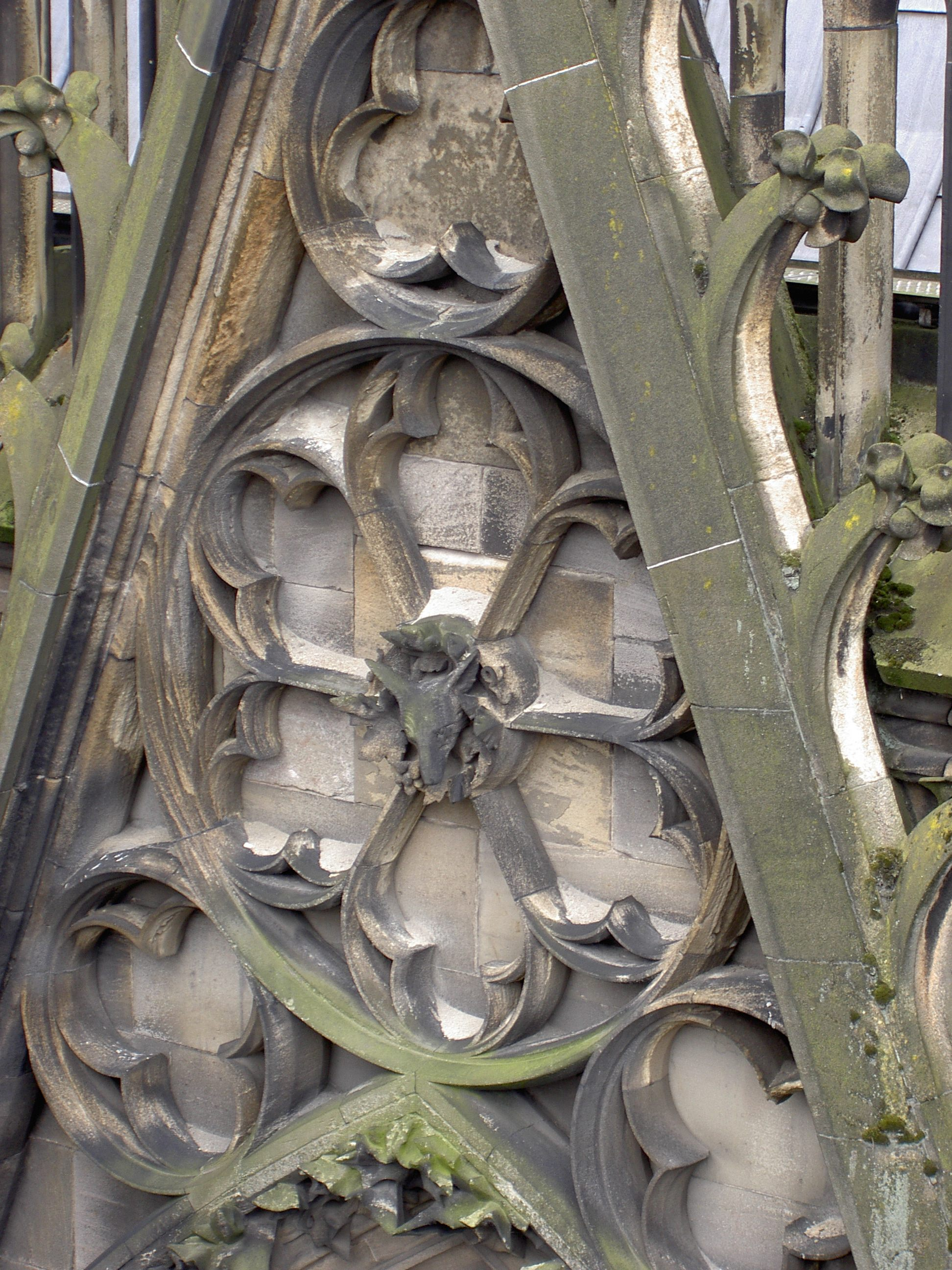
Fragment katedry w Kolonii